# Homer versus 18. dodatek Ústavy
Homer versus 18. dodatek Ústavy (v anglickém originále Homer vs. The Eighteenth Amendment) je 18. díl 8. řady (celkem 171.) amerického animovaného seriálu Simpsonovi. Scénář napsal John Swartzwelder a díl režíroval Bob Anderson. V USA měl premiéru dne 16. března 1997 na stanici Fox Broadcasting Company a v Česku byl poprvé vysílán 23. března 1999 na stanici ČT1.

## Děj
Během Dne svatého Patrika se Springfield shromažďuje v centru města, kde se konají různé akce, aktivity a pije se alkohol. Když se Bart během oslav opije, vznikne prohibiční hnutí. Městská správa, která si chce udržet voliče v období voleb, souhlasí s tím, že zváží zákaz. Zjistí, že alkohol je ve Springfieldu ve skutečnosti zakázán už dvě století, a přikročí k prosazení zákona, což přiměje Vočka, aby ze svého baru udělal naoko zverimex. Alkohol však do města stále proudí díky mafii a s jejím podplácením místních strážců zákona. Město začíná být netrpělivé s neschopností policie, a tak je náčelník Wiggum nahrazen Rexem Bannerem, úředníkem amerického ministerstva financí. Banner nastraží zátarasy na vstupních mostech do města a veškerý alkohol pohřbí v hromadném hrobě na městské skládce. 
Homer mezitím vymyslí způsob, jak udržet Vočkův bar v provozu, a stane se pašerákem. Jedné noci se s Bartem vplíží na městskou skládku, aby získali zpět pivo, které bylo zlikvidováno po zavedení prohibice, a uniknou přitom Bannerovi. Poté se usadí ve svém sklepě a nalévá pivo do otvorů pro prsty v bowlingových koulích. Pomocí složité soustavy trubek pod kuželkárnou hází koule k Vočkovi. Když to Marge zjistí, považuje to vlastně za velmi dobrý nápad, protože Homer vlastně využívá své intelektuální schopnosti a protože vydělává dost peněz, aby uživil rodinu. Média si uvědomí, že někdo umožňuje, aby ve Springfieldu vzkvétal ilegální obchod s alkoholem, a dají dosud neznámému Homerovi přezdívku „Pivní baron“. 
Když mu dojdou zásoby alkoholu, začne Homer destilovat vlastní domácí pálenku. Jeho pálenky však začnou vybuchovat, protože Homer neví, jak správně vyrábět vlastní alkohol, a když ho o to Marge požádá, souhlasí, že s tím přestane. Poté je konfrontován zoufalým bývalým šéfem Wiggumem, který se mu hrabe v odpadcích, a oba se mu svěří se svým odporem k Bannerovi. Ve snaze oživit Wiggumovu kariéru Homer dovolí bývalému policejnímu šéfovi, aby ho udal, a doufá, že Wiggum získá zpět svou práci tím, že udělá to, co Banner nedokázal. Poté, co se Homer veřejně přizná ke svým zločinům, mu v původním domnění, že bude propuštěn s mírným trestem, hrozí vyhoštění z města (a pravděpodobně i smrt) archaickým katapultem, který ukazuje, jak anachronický zákon ve skutečnosti byl. Marge všem říká, že tento zákon a tresty nemají smysl a nemá smysl Homera trestat, zejména za to, že se mohou svobodně napít. Když Banner vystoupí, aby městu přednášel o důvodech, proč je třeba zákon dodržovat, omylem šlápne na katapult; Wiggum ho pak nechá katapultovat. Městský úředník posléze zjistí, že prohibiční zákon byl ve skutečnosti zrušen rok po jeho přijetí, a tak je Homer propuštěn. Starosta Quimby se pak zeptá, jestli se Homer může znovu stát Pivním baronem a zásobovat město alkoholem, ale Homer mu řekne, že je v důchodu. Během pěti minut mu Tlustý Tony jen rád vyhoví a Springfield vzdává hold kvalitám alkoholu, když Homer pronese svou nehynoucí lásku k alkoholu slovy: „Na alkohol! Příčinu… a řešení… všech životních problémů.“. Celé město Homera povzbuzuje s pivem v ruce.

## Produkce
Hlavní zápletka epizody je založena na osmnáctém dodatku Ústavy Spojených států, kterým byl ve Spojených státech zakázán alkohol. Jelikož Simpsonovi mají mnoho epizod, které obsahují příběhy a vtipy související s alkoholem, scenáristům přišlo zvláštní, že nikdy nenatočili díl týkající se prohibice, a tento nápad se jim zdál „perfektní“. V epizodě se objevuje velké množství irských stereotypů na oslavě Dne svatého Patrika. Byla to narážka na dobu, kdy byl scenáristou seriálu Conan O'Brien, jenž byl irského původu, a na jeho používání irských stereotypů. Různí scenáristé měli velké obavy z toho, že se Bart opije. Proto pil alkohol s pomocí lesního rohu, aby bylo vidět, že to bylo jen náhodou. Jednalo se o zmírněnou verzi toho, co bylo v původním scénáři Johna Swartzweldera. Původně první věta šéfa Wigguma zněla „Buď jsou opilí, nebo na kokainu.“, ale byla považována za příliš staromódní. Objevení „dalších řádků na pergamenu“ bylo prostým deus ex machina, aby byl Homer osvobozen a epizoda ukončena.
Když Homer poprvé vstoupí do Vočkova zverimexu, muž, který mu venku smekne klobouk, byl vedlejší postavou použitou v prvních řadách. Výtržnost na začátku epizody byla převzata ze záběrů z konce epizody 6. řady Líza – posila mužstva a aktualizována. Hláška „Na alkohol! Příčinu… a řešení… všech životních problémů.“ byla původně hláškou na konci druhého dějství, ale byla přesunuta na samotný konec dílu.

## Kulturní odkazy
Epizoda paroduje seriál Neúplatní, přičemž postava Rexe Bannera vychází z postavy Eliota Nesse, kterou ztvárnil Robert Stack, a hlas vypravěče je založen na hlase Waltera Winchella. Barney nechávající květiny před pivovarem Duff je podle showrunnera seriálu Joshe Weinsteina odkazem na lidi, kteří nechávají květiny u hrobů různých hollywoodských osobností, jako jsou Rudolph Valentino a Marilyn Monroe. Záběr na bistro odkazuje na obraz Edwarda Hoppera Noční jestřábi.

## Přijetí
V původním vysílání skončil díl v týdnu od 10. do 26. března 1997 na 39. místě ve sledovanosti s ratingem 8,9, což odpovídá přibližně 8,6 milionu domácností. Byl to druhý nejlépe hodnocený pořad na stanici Fox v tomto týdnu, hned po seriálu Akta X.
Autoři knihy I Can't Believe It's a Bigger and Better Updated Unofficial Simpsons Guide, Warren Martyn a Adrian Wood, díl označili za „pěknou epizodu, ve které Homer skutečně vymyslí chytrý plán, jak udržet pivo v chodu“. Deník Toronto Star označil epizodu za jednu z „klasik Boba Andersona“. Také The Daily Telegraph ji charakterizoval jako jeden z „10 nejlepších televizních dílů Simpsonových“. Robert Canning udělil epizodě 9,8 bodů z 10 a označil ji za svou nejoblíbenější díl seriálu.
Homerovu hlášku „Na alkohol! Příčinu… a řešení… všech životních problémů.“ označil Josh Weinstein za „jeden z nejlepších a nejpravdivějších výroků Simpsonových vůbec“. V roce 2008 ji časopis Entertainment Weekly zařadil na seznam 24 nekonečně citovatelných televizních hlášek.
Scéna, ve které vybuchne britský obchod s hranolky s názvem John Bull's Fish & Chips, byla dříve v Británii a Irsku cenzurována, nicméně na streamovací službě Disney+ je již zobrazována bez cenzury.